# Simone Cantoni

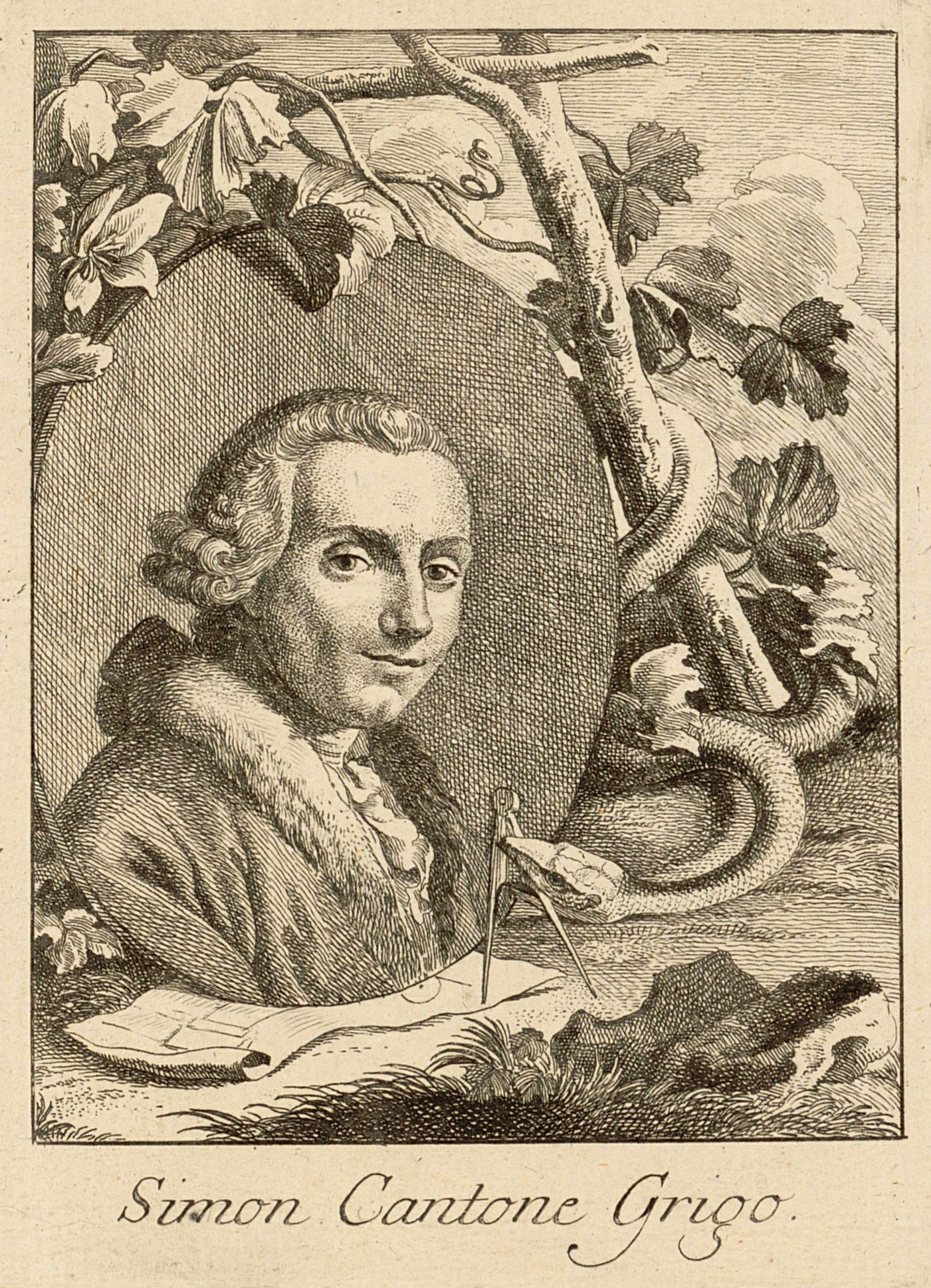
Porträt von Simone Cantoni

Simone Cantoni (eigentlich Canton Grigo; * 2. September 1739 in Muggio, Schweiz; † 3. März 1818 in Gorgonzola) war ein in Italien tätiger Architekt aus dem nachmaligen Kanton Tessin (Schweiz). Er war einer der bedeutendsten neoklassischen Architekten Italiens, Erbe der Tradition der Magistri Comacini. Etwa ein halbes Jahrhundert lang war er tätig und hinterliess unzählige Werke, insbesondere in Mailand, Gorgonzola, Bergamo, Como und Brianza.

## Leben
Die Familie von Simone Cantoni stammte ursprünglich aus der Schweizer Gemeinde Caneggio im Muggiotal bei Mendrisio. Von hier und aus den angrenzenden Tälern kamen im Laufe der Jahrhunderte bedeutende Künstler und Dekorateure (von Anselmo Lurago und Bonino da Campione bis zu Carlo Maderno, Francesco Borromini und vielen anderen). 
Simone Cantoni war der Sohn von Anna Maria Gianazzi und Baumeister Pietro Cantoni, der als Militärarchitekt im Dienste der Republik Genua verschiedene Befestigungsanlagen entwarf, darunter das Forte Santa Tecla. Aus Muggio stammte seine Frau, Giuseppa Fontana, seine Nichte. In Genua hatte Cantoni die Möglichkeit, die Architektur des späten Manierismus kennenzulernen (z. B. die Werke von Galeazzo Alessi und im Allgemeinen die Paläste der Strada Nuova).

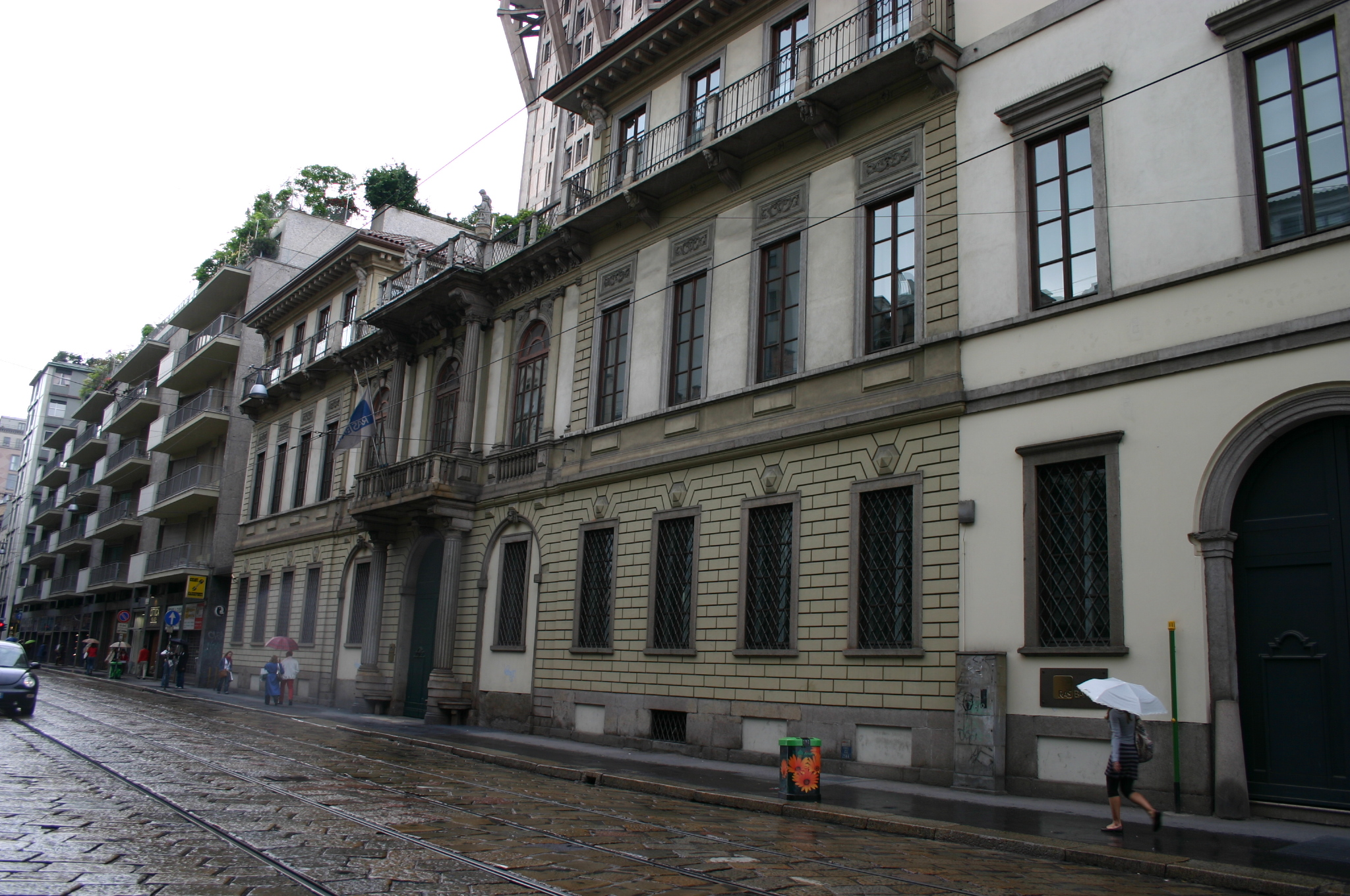
Palazzo Mellerio in Mailand

Im Jahr 1764 unternahm Cantoni im Alter von 25 Jahren eine Bildungsreise nach Rom, wo er die Werkstatt von Luigi Vanvitelli besuchte und an archäologischen Besuchen in Pompeji unter der Leitung von Francesco La Vega teilnahm. 1767 wurde er an der Accademia di belle arti di Parma aufgenommen. Hier wurde er stark von Ennemond Alexandre Petitot beeinflusst, der seit 1753 für die Lehre der Architektur an der Akademie verantwortlich war und ihm eine dauerhafte Bewunderung für die französische klassizistische Architektur vermittelte.
Nach Abschluss seines Studiums 1768 ging Cantoni nach Mailand, wo er keine öffentlichen Aufträge erhielt. Anschliessend konzentrierte er sich auf private Aufträge bei einigen der wohlhabenden Adelsfamilien der Stadt. Sein erstes Projekt war die Fassade des Palazzo Mellerio am Rande der Porta Romana (1772–1774), die von offiziellen Kritikern gut aufgenommen wurde. Er erhielt zahlreiche weitere Aufträge von den wichtigsten Familien in Mailand, Como und Bergamo, z. B. von den Familien Trivulzio, Borromeo, Pezzoli, Perego, Giovio und Terzi. Sein wichtigstes Werk ist der Palazzo Serbelloni (1775) im Corso di Porta Venezia (damals Porta Orientale) in Mailand, wo Bezüge zum französischen Klassizismus mit auffälligen Zitaten des italienischen Manierismus des späten 16. Jahrhunderts kombiniert wurden. Die Arbeit erlaubte es ihm, das Vertrauen des Marquis Gian Galeazzo Serbelloni zu gewinnen, der ihm in Gorgonzola die Renovierung des Friedhofs (1775–1776) anvertraute.

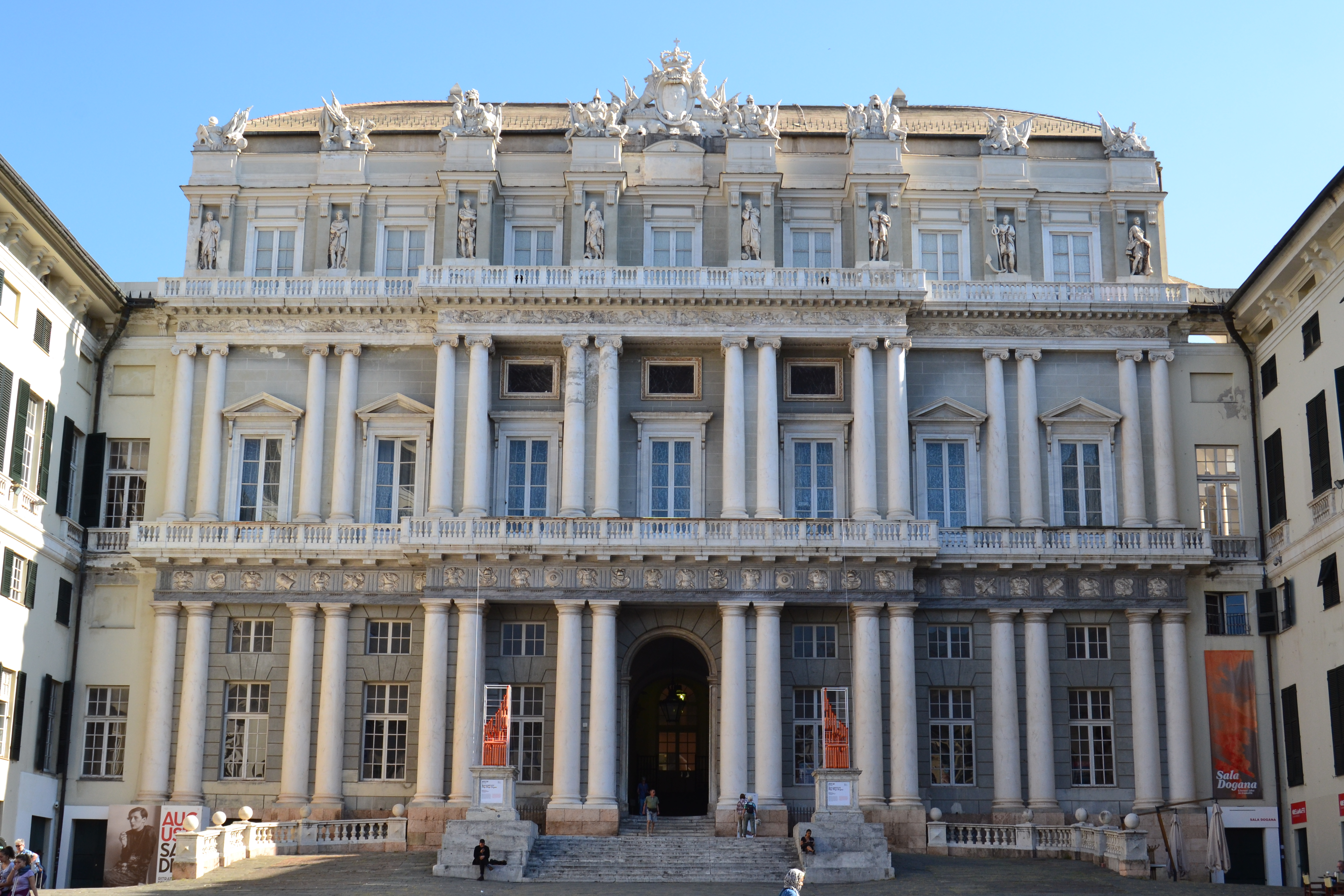
Palazzo Ducale, von der Piazza Matteotti aus gesehen

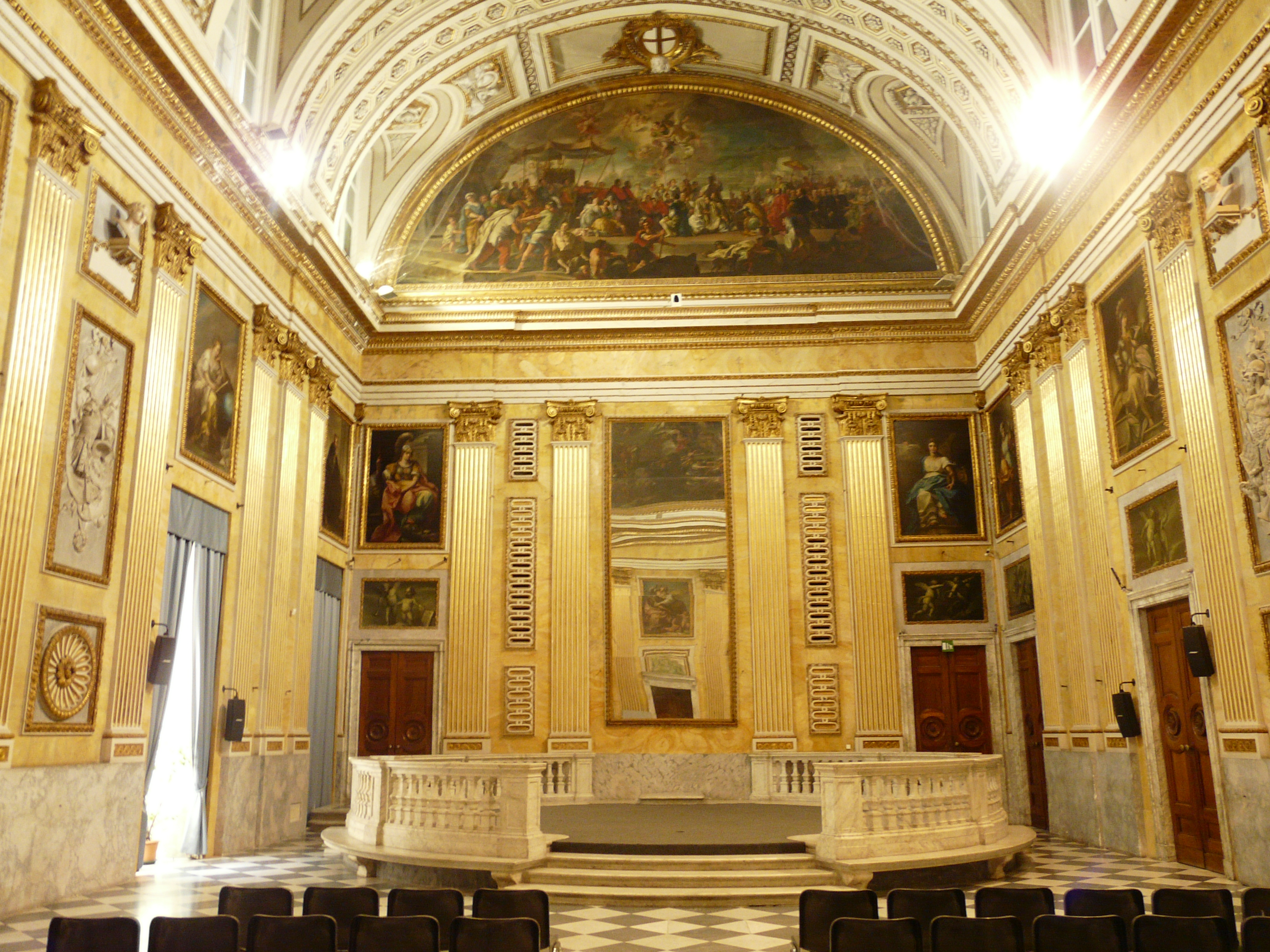
Saal des Minor Consiglio

In Genua nahm Simone Cantoni am Wettbewerb für den Wiederaufbau des Dogenpalastes teil (im Rahmen der Wiederaufbauarbeiten nach dem großen Brand von 1777). Sein Mailänder Erfolg ermöglichte es ihm, die entsprechende öffentliche Anerkennung zu erlangen: Zwischen 1778 und 1783 war er an der Rekonstruktion der Fassade und der Hallen beteiligt. Dafür wurde er hier in die Accademico all’Accademia Ligustica di Belle Arti aufgenommen. Das war sein einziges Werk außerhalb der Lombardei.

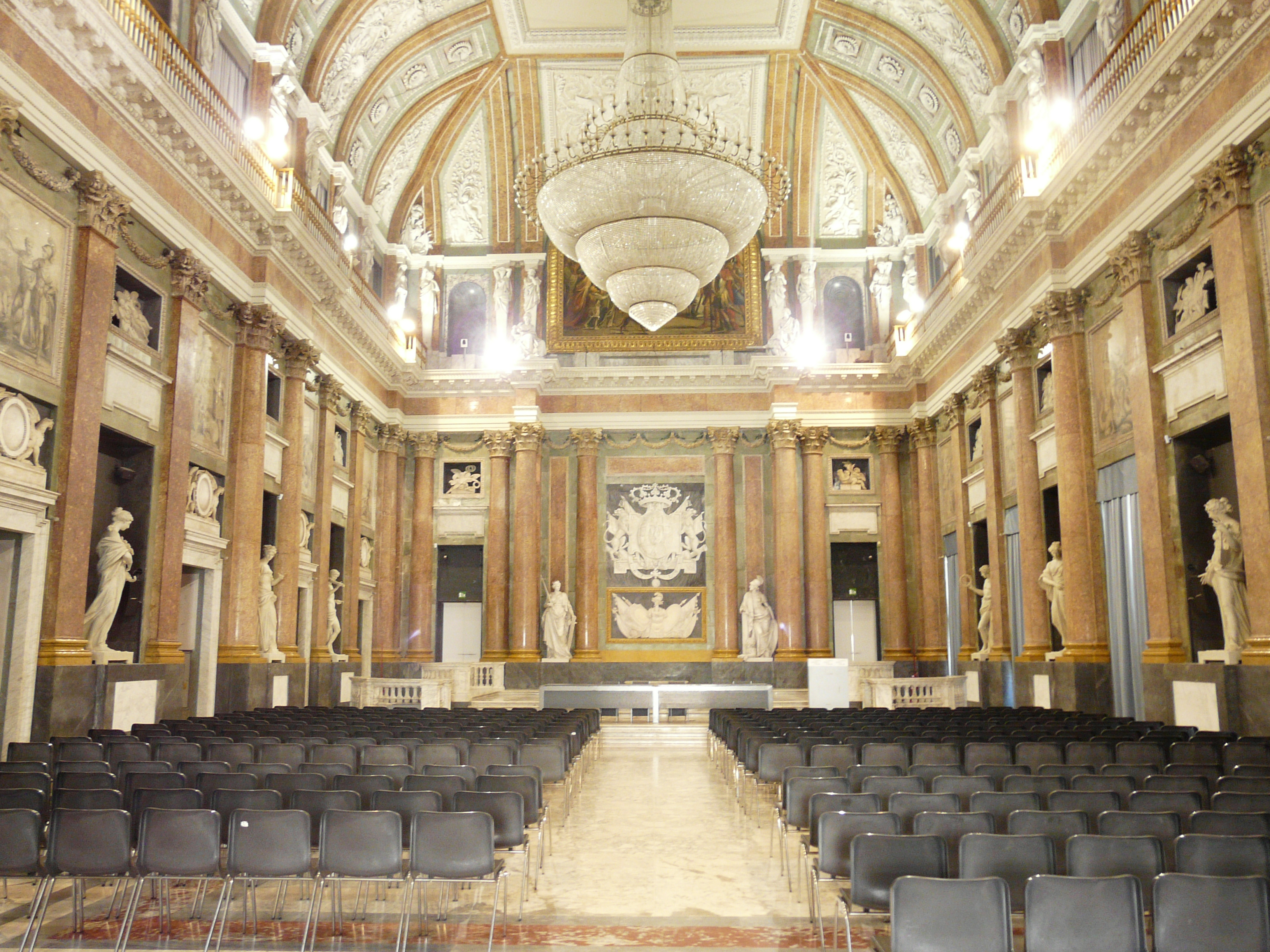
Saal des Maggior Consiglio

Endlich berühmt, erhielt Cantoni bedeutende Aufträge, vor allem für neue Sakralbauten, insbesondere im Dreieck Mailand–Como–Bergamo und im Kanton Tessin: die Kirche von San Michele in Vimercate (Fraktion Oreno) und die klassizistische Villa Gallarati Scotti; in Carate Brianza die Pfarrkirche von Sant’Ambrogio und Simpliciano und das Oratorium von Villa Beldosso (Fraktion Agliate); in Inverigo die Villa Perego; in Canzo die Villa des Grafen Meda; in der Villa Guardia (Mosino), der Villa des Grafen Mugiasca, später der Grafen Greppi; in Cavenago di Brianza der Villa der Rasini-Fürsten; in Lesmo der Villa des Grafen Mellerio (sein erster Mäzen); in Lomazzo der Kirche der heiligen Vito und Modesto und in Ponte Lambro der Kirche Santa Maria Annunciata. Im Kanton Tessin sind seine Sakralbauten die Kirche San Giovanni Evangelista in Morbio Superiore, die Kirche San Michele in Sagno, die Kirche San Salvatore in Cabbio und die Kirche San Siro in Bruzella.

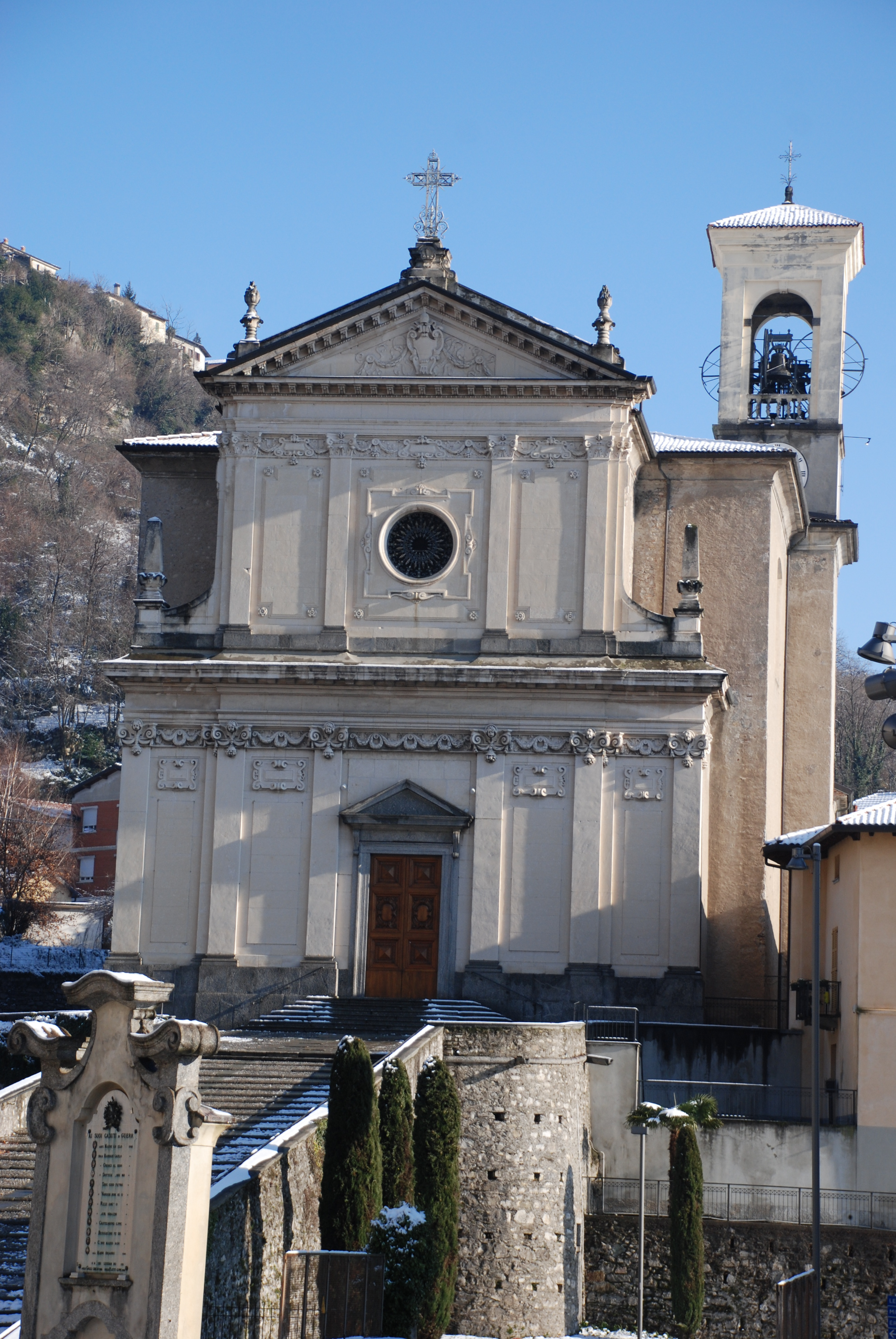
Ponte Lambro: Kirche Santissima Maria Annunciata

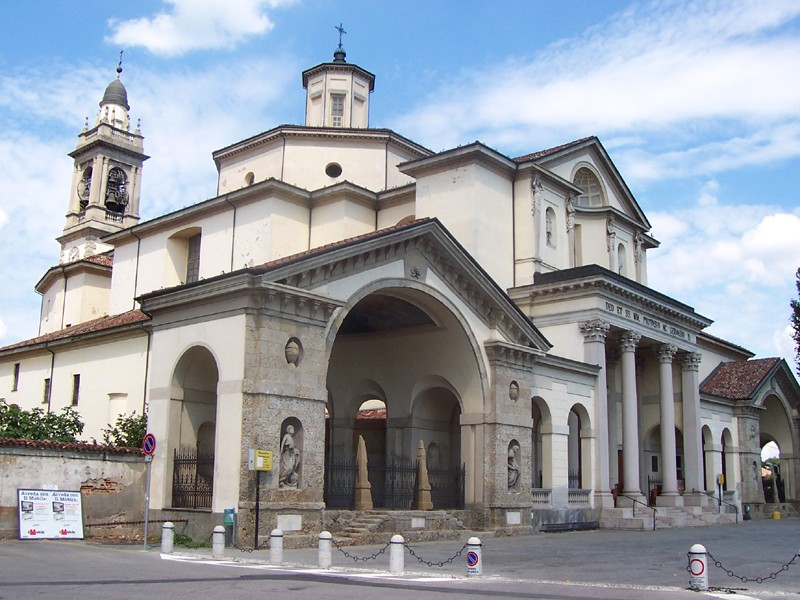
Propsteikirche Santi Nazario e Protasio in Gorgonzola

Seine Bauwerke in Como, der Stadt ganz in der Nähe seines Geburtsortes Muggio und Sitz der Diözese, zu der das Tessin gehörte, waren ebenfalls wichtig. In Breccia baute er von 1790 bis 1795 im Auftrag der berühmten gleichnamigen Familie aus Como die Villa Giovio. Marquis Innocenzo Odescalchi beauftragte ihn mit dem Bau der imposanten Villa Olmo. Dann wurde er mit dem Bischofsseminar und der Renovierung der Gebäude des ehemaligen Klosters Santa Cecilia betraut, um sie teilweise der Schule (heute Sitz des Liceo Classico und des wissenschaftlichen A. Volta) in Porta Torre zu übertragen. Für dieses Projekt entwarf er unter anderem den Bibliothekssaal (1811) und die Fassade (1816), in denen Cantoni die Säulen aus dem ehemaligen Baptisterium von S. Giovanni in Atrio wiederverwendete. In der Zwischenzeit setzte er seine Zusammenarbeit mit der Familie Serbelloni fort: Für sie baute Cantoni das Familienmausoleum in Gorgonzola und ab 1806 sein Meisterwerk der religiösen Kunst, die Propsteikirche Santi Gervasio e Protasio, die sich in der Naviglio widerspiegelt. Die Kirche, ein Beispiel für den lombardischen klassizistischen Stil, ist das einzige sakrale Gebäude, das vollständig von Simone Cantoni entworfen und gebaut wurde, der 1818, fast achtzigjährig, bei einem Besuch vor Ort ums Leben kam.
In derselben Kirche wurde er begraben. Das Grab befindet sich im Mausoleum der Serbelloni, in der Kapelle links neben dem Tempel. Nach dem Tod der Cantoni wurde die Kirche von Giacomo Moraglia vollendet, der auch den Glockenturm errichtete.